# Underwater Love
 Underwater Love (UNDERWATER LOVE-おんなの河童-, UNDERWATER LOVE Onna no kappa) és una pel·Lícula japonesa de pinku eiga del 2011 sobre una dona i una criatura marina. És una coproducció entre la Rapid Eye Movies d'Alemanya i la Kokuei Company del Japó. Va ser dirigit per Shinji Imaoka (que abans havia dirigit les pinku eiga Lunch Box i Frog Song), rodada pel director de fotografia Christopher Doyle i inclou música de la banda alemanya Stereo Total. Underwater Love es va rodar en 5 dies i mig, només una presa.

## Argument
Asuka, una dona d'uns trenta anys, treballa en una fàbrica de peix a la vora del llac. Està a punt de casar-se amb el seu cap, Taki. Però un dia, es troba amb un kappa, un esperit d'aigua que es troba al folklore japonès, i s'assabenta que la criatura és, de fet, la forma renascuda d'Aoki, un vell enamorat que s'havia mort ofegat quan tenien 17.

## Repartiment
- Sawa Masaki (正木佐和

) com Asuka Kawaguchi
- Yoshiro Umezawa (梅澤嘉朗

) com a Tetsuya Aoki
- Ai Narita (成田愛

) com a Reiko Shima
- Mutsuo Yoshioka (吉岡睦雄

) com a Hajime Taki
- Fumio Moriya (守屋文雄

)
- Hiroshi Satō (佐藤宏

)

## Premis
- Premi Noves Visions del XLIV Festival Internacional de Cinema Fantàstic de Catalunya[4]